# Mikael Mandron
Mikael Yann Mathieu Mandron (Boulogne-sur-Mer, 11 ottobre 1994) è un calciatore francese, attaccante del St. Mirren.

## Caratteristiche tecniche
È una punta centrale.

## Carriera
Cresciuto nelle giovanili del Sunderland, esordisce in prima squadra nel 2013 in Premier League. Con i Black Cats colleziona un totale di tre presenze in massima serie inglese. Nel 2023 si trasferisce in Scozia, al Motherwell, club di Scottish Premiership.